# Rudolf Bacherer
Rudolf Bacherer (19 juin 1895 à Pforzheim - 6 juillet 1964 à Bad Krozingen) est un Oberst der Reserve allemand qui a servi au sein de la Heer dans la Wehrmacht pendant la Seconde Guerre mondiale.
Il a été récipiendaire de la croix de chevalier de la croix de fer avec feuilles de chêne. La croix de chevalier de la croix de fer et son grade supérieur: les feuilles de chêne sont attribués pour récompenser un acte d'une extrême bravoure sur le champ de bataille ou un commandement militaire avec succès.

## Biographie
Rudolf Bacherer est le fils de Rudolf Bacherer et de son épouse Melanie, née Bausch. De 1914 à 1919, il est officier actif dans le 22e régiment de dragons. 
Rudolf Bacherer est capturé par les forces américaines à la suite de la chute de Saint-Malo en août 1944. Il reste prisonnier de guerre jusqu'en 1947.

## Décorations
- Croix de fer (1914)
  - 2e classe
  - 1re classe
- Croix d'honneur pour combattants 1914-1918
- Agrafe de la croix de fer (1939)
  - 2e classe (1er juin 1940)
  - 1re classe (1er septembre 1940)
- Insigne des blessés (1939)
  - en Noir
- Médaille du Front de l'Est
- Croix allemande en or (29 janvier 1942)
- Croix de chevalier de la croix de fer avec feuilles de chêne
  - Croix de chevalier le 30 octobre 1943 en tant que Oberst der Reserve et commandant du Grenadier-Regiment 234[1]
  - 550e feuilles de chêne le 11 août 1944 en tant que Oberst der Reserve et commandant du Grenadier-Regiment 1049[2]
- Mentionné dans le quotidien radiophonique Wehrmachtbericht (10 juillet 1944)